# Flore Vasseur
Pour les articles homonymes, voir Vasseur.
Œuvres principales
- En bande organisée (2013)

Flore Vasseur, née à Annecy le 16 juillet 1973, est une écrivaine, entrepreneuse et journaliste française.

## Biographie

### Formation et début de carrière
Flore Vasseur est née en 1973 à Annecy. Elle pratique le snowboard durant sa jeunesse, tout en étudiant à l'institut d'études politiques de Grenoble où elle bénéficie d'horaires aménagés. Elle intègre ensuite l'école des hautes études commerciales de Paris (HEC Paris).
À l'issue de ses études, Flore Vasseur est recrutée par un groupe de l'industrie du luxe. Elle s'installe à New York en 1999 et fonde une société de marketing. Après l'explosion de la bulle internet et les attentats du 11 septembre 2001, elle retourne en France et travaille en tant que consultante puis suit son petit ami à Kaboul durant un an, celui-ci profitant de l'aide à la reconstruction octroyée par les occidentaux à l’Afghanistan.

### Carrière littéraire
Flore Vasseur se lance dans l'écriture de son premier roman fortement autobiographique, Une fille dans la ville, publié en 2006 par les éditions des Équateurs. Il remporte le prix Découverte Figaro Magazine-Fouquet's.
En 2011, le prix Jean Amila-Meckert et le grand prix national Lions de littérature sont décernés à son second livre, Comment j'ai liquidé le siècle,, consacré à un trader.
En bande organisée, paru en 2013 et dont l'action se déroule dans le milieu de la finance,, est retenu dans la sélection pour les prix Interallié et de Flore.
Dans son quatrième livre Ce qu’il reste de nos rêves publié en 2019, après avoir longuement enquêté sur le hacker et prodige de l'informatique Aaron Swartz qui s'est suicidé en 2013, à 26 ans, Flore Vasseur relaie son message d'engagement en faveur d'un Internet libre.

### Chroniques et documentaires
Flore Vasseur est aussi chroniqueuse : elle est invitée à écrire pour le Journal du Dimanche et Libération, et réalise depuis 2011 des chroniques hebdomadaires sur France Culture, où elle se penche notamment sur les lanceurs d'alerte.
Elle produit en 2012 une série de portraits pour Le Monde, ainsi que plusieurs critiques pour Le Figaro Littéraire. Depuis l'automne 2019, elle donne une chronique hebdomadaire dans le quotidien La Croix.
Elle se lance dans la réalisation de documentaires pour Canal+ et Arte. Elle concentre son travail sur l'évolution de la démocratie, et plus particulièrement sur les combats de Lawrence Lessig et d'Edward Snowden.
En décembre 2017, elle est nommée membre du Conseil national du numérique dans le collège des acteurs de la société civile.

### Vie privée
Flore Vasseur est la mère de deux enfants.

## Œuvres

### Livres
- Une fille dans la ville, Sainte-Marguerite sur Mer, France, Éditions des Équateurs, 2006, 221 p.  (ISBN 2-84990-048-6), prix découverte Figaro Magazine-Fouquet's 2006
- Comment j’ai liquidé le siècle, Sainte-Marguerite sur Mer, France, Éditions des Équateurs, 2010, 315 p.  (ISBN 978-2-84990-133-5), prix Jean Amila-Meckert 2011, Grand Prix National Lions de Littérature 2011
- En bande organisée, Sainte-Marguerite sur Mer, France, Éditions des Équateurs, 2013, 250 p.  (ISBN 978-2-84990-230-1).
- Ce qu'il reste de nos rêves, Ed. des Equateurs, 9 janvier 2019, 341 p. (ISBN 978-2-84990-522-7 et 2-84990-522-4)
- Et maintenant, que faisons-nous ?, 2 octobre 2024, 160 p. (ISBN 978-2-24684-031-2 et 2-24684-031-7)[16]

### Documentaires
- 2017 : Meeting Snowden, 48 min, avec Edward Snowden, Lawrence Lessig et Birgitta Jónsdóttir ; [voir en ligne]
- 2021 : Bigger Than Us

### Articles
- L’alerte, un enjeu démocratique ? Revue Esprit, avril 2019.